# Miquel Guasch Ribas
Miquel Guasch Ribas (Santa Eulària des Riu, 1950) ha estat un polític eivissenc, diputat al Parlament de les Illes Balears en la III Legislatura.
El 1970 va obtenir el títol d'enginyer tècnic agrícola a l'Escola d'Enginyeria Tècnica Agrícola de València. Després es va dedicar l'explotació agrària familiar i el 1991 es va afiliar al Partit Popular, amb el que fou elegit diputat a les eleccions al Parlament de les Illes Balears de 1991. De 1991 a 1995 fou conseller d'agricultura i pesca del Consell Insular d'Eivissa i Formentera, així com membre de la comissió d'economia i ordenació territorial del Parlament de les Illes Balears. Durant el seu mandat es va impulsar el projecte de posada en servei del regadiu Franja Verda de Santa Eulària des Riu (sa Bassa Roja) i l'experimentació agrària a la finca de can Marines. En acabar el seu mandat es retirà de la política i tornà a la seva explotació agrària.